# Samarine (Grèce)
Pour les articles homonymes, voir Samarine.
Samarína (grec moderne : Σαμαρίνα, aroumain : Samarína, albanais : Xamarina, italien : Santa Marina), en français Samarine, est un village du district régional de Grevená en Macédoine-Occidentale grecque. Anciennement, il s'agissait d'une municipalité.

## Géographie
Samarína se situe à 1 380 mètres d'altitude, dans une vaste hêtraie sur les pentes orientales du Smólikas, plus haut pic du Pinde avec 2 637 mètres et second sommet de Grèce après l'Olympe.
En 2011, la réforme Kallikratis en fait une partie de la municipalité de Grevená. Les 378 habitants du recensement de 2011 sont des Aroumains (dits Valaques).

## Histoire
Ce village valaque du Pinde a eu plus de 5 000 habitants aux XVIIIe et XIXe siècles : c'était alors un bourg pastoral et commerçant dont l'artisanat, les mégisseries, les caravanes de fromages (καπνιστό τυρί), de lainages, carpettes et tapis (φλοκάτες) étaient connus dans tous les Balkans. Il figurait jusque sur les cartes vénitiennes sous le nom de « Santa Marina ». Il y avait alors dans la ville plusieurs écoles et églises, une bibliothèque et une école de peinture religieuse.
Aujourd'hui Samarína est en grande partie désertée sauf l'été, lorsque des milliers de Samariniens de la diaspora s'y rassemblent autour du 15 août de chaque année, pour une importante période festive comportant des colloques et symposii culturels, scientifiques ou politiques, des présentations de mets, vins, laines, tissages, danses, musiques, pièces de théâtre et films, des expositions d’œuvres d’art, des forums d’affaires. On y danse la Hora Mare (grande chorea, en aroumain Corlu Mari, en grec τρανός χορεύς / Tranós Chorós).